# Leah Lail
Leah Lail és una actriu i agent immobiliària estatunidenca. Com a actriu, és coneguda en el seu paper de Kay Simmons, l'experta en sistemes i comuncaicions a la sèrie de televisió V.I.P.

## Vida primerenca
Es va criar a Lexington, Kentucky però va marxar per anar al prestigiós internat Pine Crest School, a Fort Lauderdale, Florida. Es va graduar summa cum laude i Phi Beta Kappa a la Universitat de Califòrnia Del sud amb graus en alemany i Humanitats (Teatre) i un menor en ciències polítiques.

## Carrera
Va ser actriu convidada a les sèries televisives Seinfeld, Empty Nest, Matlock, The Larry Sanders Show, ER, 7h Heaven, Diagnosi: Assassinat, Touched by an Angel, Providence, Yes, Dear, Without a Trace i Boston Legal, la seva última actuació coneguda. Lail També va tenir un paper recurrent a la comèdia de situació The Jackie Thomas Show, on era protagonista en Tom Arnold. Ha participat en les pel·lícules D2: The Mighty Ducks, Heavyweights, Late Last Night i Little Nicky. També va fer el paper protagonista femení a la pel·lículael Denial, fent d'antagonista a Jonathan Silverman.
Des d'aleshores s'ha retirat del món de l'actuació i és una agent immobiliària a Beverly Hills, Califòrnia.

## Filmografia
| Any  | Títol                | Funció         |
| ---- | -------------------- | -------------- |
| 1992 | Body Waves           | Stacy Curtis   |
| 1994 | D2: The Mighty Ducks | Terry at Party |
| 1995 | Heavyweights         | Julie          |
| 1998 | Denial               | Sophie         |
| 1998 | My Engagement Party  | Laura Salsburg |
| 2000 | Little Nicky         | Christa        |

| Any       | Títol                        | Funció                      | Notes                                                      |
| --------- | ---------------------------- | --------------------------- | ---------------------------------------------------------- |
| 1990      | They Came from Outer Space   | Polly Peckham               | Episodi: "La Competició de Bellesa"                        |
| 1991      | She-Wolf of London           | Melinda                     | Episodi: "Atac de cor"                                     |
| 1992      | The Amazing Live Sea Monkeys | Marilyn                     |                                                            |
| 1992      | Seinfeld                     | Stacy                       | Episodi: "La Verge"                                        |
| 1992–1993 | The Jackie Thomas Show       | Debbie                      | Recurring Funció                                           |
| 1993      | Empty Nest                   | Melissa                     | Episodi: "El Fracas en Vegas"                              |
| 1994      | Matlock                      | Tracey Riggins              | Episodis: "El Segrest" (Parts 1 & 2)                       |
| 1993–1994 | The Larry Sanders Show       | Margaret Dolan              | Episodis: "Hank Casament" & "Hank Divorci"                 |
| 1994      | Baby Brokers                 | Carly                       | Pel·lícula televisiva                                      |
| 1995      | Get Smart                    | Jessica / Gretchen          | Episodi: "Wurst Enemics"                                   |
| 1995      | Legend                       | Abigail Steele              | Episodi: "Llegenda en el servei Secret del seu President " |
| 1996      | Sisters                      | Christy Caldwell            | Episodi: "Un Poc Snag"                                     |
| 1996      | The Single Guy               | Renee                       | Episodi: "Casament"                                        |
| 1996      | ER                           | Kara Nielsen                | Episodi: "El Healers"                                      |
| 1996      | Boston Common                | Anna                        | Episodi: "Relació de Ximplets"                             |
| 1996      | 7th Heaven                   | Susan                       | Episodi: "Cap Funeral i un Casament"                       |
| 1999      | Late Last Night              | Angel                       | Pel·lícula televisiva                                      |
| 1998–2002 | V.I.P.                       | Kay Simmons                 | Funció regular                                             |
| 2000–2001 | Touched by an Angel          | KimCandy Koppelman          | Episodis: "Mil·lenni" & "Hola, T'Estimo"                   |
| 2001      | Diagnosi: Assassinat         | Grace Boyd                  | Episodi: "Bachelor Pares"                                  |
| 2002      | Presidio Med                 | Beatrice                    | Episodi: "Quan Apropant-se un Deixat-Anar"                 |
| 2002      | Providence                   | (Desconegut)                | Episodis: "Veritat i Conseqüències" & "El So de Música"    |
| 2003      | Yes, Dear                    | Debbie                      | Episodi: "Savitsky Club de Tennis"                         |
| 2002      | Without a Trace              | Corinne McCormick           | Episodi: "Regles de Vida"                                  |
| 2005      | American Black Beauty        | Marcie Lane                 | Pel·lícula televisiva                                      |
| 2006      | Boston Legal                 | Annie Spotnick (uncredited) | Episodi: "Bé Caníbal Jove"                                 |

| Any  | Títol    | Funció | Notes |
| ---- | -------- | ------ | ----- |
| 1995 | Wirehead | Laura  |       |